# Mocowanie T
Mocowanie T – standard mocowania obiektywów fotograficznych i przyrządów astronomicznych (np. lunet) do aparatów fotograficznych. Obecnie nadal używany w przyrządach astronomicznych oraz bardzo rzadko w obiektywach fotograficznych mogących służyć w obserwacjach nieba, czyli najdłuższych teleobiektywach. Dzięki istnieniu przejściówek istnieje możliwość podłączenia do większości obecnie produkowanych mocowań aparatów fotograficznych.

## Historia i opis mocowania
Zostało opracowane w 1957 przez Taisei Kogaku. Znane później jako Tamron, stąd inne nazwy mocowania jak Taisei Mount, Tamron Mount, T-mount. Najpopularniejszym używanym jest wersja druga, stąd też inna nazwa T2. Pierwotnie miało służyć jako mocowanie do opracowanego wówczas aparatu.

### Mocowanie T2
Mocowanie T2 składa się z dwóch koncentrycznych pierścieni, gdzie pierścień wewnętrzny dociska do obiektywu. Docisk pierścienia wewnętrznego opiera się na 3 śrubach dokręcanych za pomocą odpowiedniego klucza. Bez odkręcenia śrub pierścień wewnętrzny nie może się obracać. Zewnętrzny pierścień zawiera mocowanie innego typu, np. Canona EF i jest zgodny z tym mocowaniem.
Mocowanie T2 posiada gwint M42 × 0,75 mm, czym różni się od popularnego w latach 60. i 70. XX w. mocowania obiektywów M42 o gwincie M42 × 1 mm. Istnieją łatwo dostępne przejściówki z T2 na M42, przy czym warto pamiętać, że gwint ze skokiem 0,75 daje się wkręcić w mocowanie ze skokiem 1 mm, ale nie do końca, co bywa przyczyną uszkodzeń adaptera lub mocowania w aparacie.

## Obiektywy manualne
Mocowanie T ani T2 nie przenosi sygnałów elektrycznych. Jest mocowaniem typowo mechanicznym. Z tego względu obiektywy na to mocowanie są obiektywami głównie z ręcznym ustawianiem ostrości. Także wartość ISO jest niezależna od obiektywu. Ekspozytura może być ustawiana automatycznie tylko na aparatach posiadających pomiar za pomocą TTL (np. modele Canon EOS, Minolta Maxx, Pentax AF)
Przykładowym współczesnym obiektywem może być obiektyw tzw. „super telefoto” Lightdow 420-800mm F/8.3-16. Dzięki znacznie prostszej konstrukcji jest około 100 X tańszy od obiektywu Canona EF 800 mm.